# مران رمحي
المُران الرمحي (باللاتينية: Fraxinus cuspidata) نوع نباتي ينتمي إلى جنس المُران من الفصيلة الزيتونية.

## الموئل والانتشار
ينتشر هذا النوع في جنوب الولايات المتحدة وشمال المكسيك.